# Зульцберг
Зульцберг (нім. Sulzberg) — містечко та громада округу Брегенц в землі Форарльберг, Австрія. Зульцберг лежить на висоті 1015 м над рівнем моря і займає площу  23,06 км². Громада налічує 1760 мешканців. 
Густота населення 76/км².  
Громада лежить в районі, який носить назву Брегенцький ліс. Населення Форальбергу розмовляє алеманським діалектом німецької мови, а тому ближче до швейцарців, ніж до населення більшої частини Австрії, яке розмовляє баварсько-австрійським діалектом. Основною індустрією Форальбергу є спортивний туризм, і кожен населений пункт має розвинуту інфраструктуру: транспорт, готелі тощо. 
|                                    |
| Зульцберг на мапі округу та землі. |

```
Адреса управління громади: Dorf 1, 6934 Sulzberg (Vorarlberg). 
```

## Демографія
Історична динаміка населення міста за даними сайту Statistik Austria